# ميلاني كرامب
ميلاني كرامب (بالإنجليزية: Melanie Crump)‏ هي فنانة مكياج بريطانية، ولدت في يوليو 1981 في باث في المملكة المتحدة.